# Gazetka ścienna

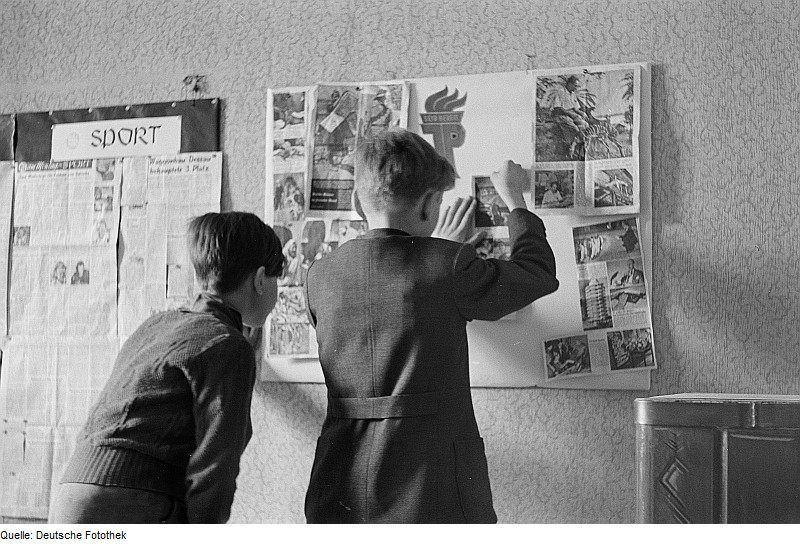
Dwóch chłopców tworzących gazetkę ścienną w NRD (1950)

Gazetka ścienna – gazeta tworzona i publikowana na tablicach, najczęściej w instytucjach kultury (szkołach, domach kultury, muzeach itp.). Gazetki ścienne były szczególnie popularne w drugiej i trzeciej ćwierci XX wieku w szkołach.
Najczęściej ukazywały się one co tydzień, a w szkołach przybierały formę gazetek klasowych i ogólnoszkolnych. W II Rzeczypospolitej w szkołach istniały również „żywe gazetki”, które co kilka tygodni były odczytywane w świetlicach lub wieczorkach szkolnych przez autorów. Rozwój gazetek ściennych promowała redakcja Kuźni Młodych. Czasopismo to włączyło się do tworzenia szkolnych komitetów redakcyjnych, które na terenie placówek oświatowych promowały czytelnictwo periodyku i zbierały teksty do czasopisma. W 1933 r. pojawił się pomysł stworzenia syndykatu pracy młodzieżowej, co miało wiązać się z zamknięciem większości szkolnych gazet drukowanych i zastąpienie ich gazetkami ściennymi.